# Coppa Anglo-Italiana 1985
La Coppa Anglo-Italiana del 1985 fu la quattordicesima edizione del torneo, la quarta intitolata alla memoria di Gigi Peronace, dirigente sportivo ideatore del torneo, scomparso nel 1980, e fu vinta dal Pontedera. Il torneo si svolse ad eliminazione diretta fra quattro squadre con gare secche di semifinale (squadra italiana contro squadra inglese) e finali (1º/2º posto e 3º/4º posto), tutte giocate in Italia.

## Squadre partecipanti
Al torneo hanno partecipato quattro squadre, due italiane e due inglesi.
| Inglesi                          | Italiane          |
| -------------------------------- | ----------------- |
| Bognor Regis Town RS Southampton | Livorno Pontedera |

## Semifinali
| Livorno 29 aprile 1985 | Livorno | 4 – 1 referto | Bognor Regis Town | Armando Picchi |

| Pontedera 29 aprile 1985                     | Pontedera            | 1 – 1 referto | RS Southampton | Stadio Ettore Mannucci |
| \| \| \| \| \| \| Tiri di rigore 6 – 5 \| \| |                      |               |                |                        |
|                                              |                      |               |                |                        |
|                                              | Tiri di rigore 6 – 5 |               |                |                        |

## Finale 3º/4º posto
| Pontedera 1º maggio 1985 | RS Southampton | 3 – 1 referto | Bognor Regis Town | Stadio Ettore Mannucci |

## Finale
| Livorno 1º maggio 1985 | Livorno    | 1 – 2 | Pontedera | Armando Picchi |
| \| \| \| \| \| Ilari 79’ \| Marcatori \| 54’ Ciardelli 74’ Brandolini \| \| · Venturelli · Montanari · Stoppani 46’ · De Rossi · Erba · Pontis · Mariani · De Poli 46’ · Liucci · Ilari · Garbuglia · Manetti 46’ · Tognarelli 46’ \| Formazioni \| · Tanagli · De Marco · Tinucci · Pini · Pelati 46’ · Musetti 65’ · Ciardelli · Giusti · Cavaglia · Vescovi · Brandolini · Mainardi 46’ · Ciampi 65’ \| \| Canali \| Allenatori \| Fogli \| |            | |           |                |
| |            | |           |                |
| Ilari 79’ | Marcatori  | 54’ Ciardelli 74’ Brandolini |           |                |
| · Venturelli · Montanari · Stoppani 46’ · De Rossi · Erba · Pontis · Mariani · De Poli 46’ · Liucci · Ilari · Garbuglia · Manetti 46’ · Tognarelli 46’ | Formazioni | · Tanagli · De Marco · Tinucci · Pini · Pelati 46’ · Musetti 65’ · Ciardelli · Giusti · Cavaglia · Vescovi · Brandolini · Mainardi 46’ · Ciampi 65’ |           |                |
| Canali | Allenatori | Fogli |           |                |